# فرودگاه سامجی‌یون
فرودگاه سامجی‌یون (به انگلیسی: Samjiyŏn Airport) یک فرودگاه نظامی با کد یاتا YJS است . این فرودگاه در شهر سامجی‌یون کشور کره شمالی قرار دارد و در ارتفاع ۱۳۸۶ متری از سطح دریا واقع شده است.